# BB puding
Il BB puding (lett. "budino BB") è un budino al cacao con farina di biscotti slovacca che dalla metà del anni 1990 prodotto dallo stabilimento dell'azienda Dr. Oetker a Boleráz.
L'autore del BB puding è Ľudovít Winter che con l'aiuto di dietiologi, chimici e pediatri lo ha sviluppato come alimento per adulti sotto forma di budino. Voleva aiutare i sopravvissuti del campi di concentramento con il budino perché era uno di loro. Dopo la Seconda Guerra Mondiale il BB puding è stato prodotto dalla ditta Panvita a Piazza della Libertà a Piešťany, la cui sede e gli uffici erano situati in Zelený strom. L'impresa fu nazionalizzata durante il socialismo.
Originariamente veniva venduto in farmacie come medicinale e successivamente ampliato per includere i prodotti Dado (per bambini dai tre ai cinque mesi), Silopan (per bambini di sette settimane) e Cerasil (per malattie intestinali).